# Collar de Perlas (geopolítica)

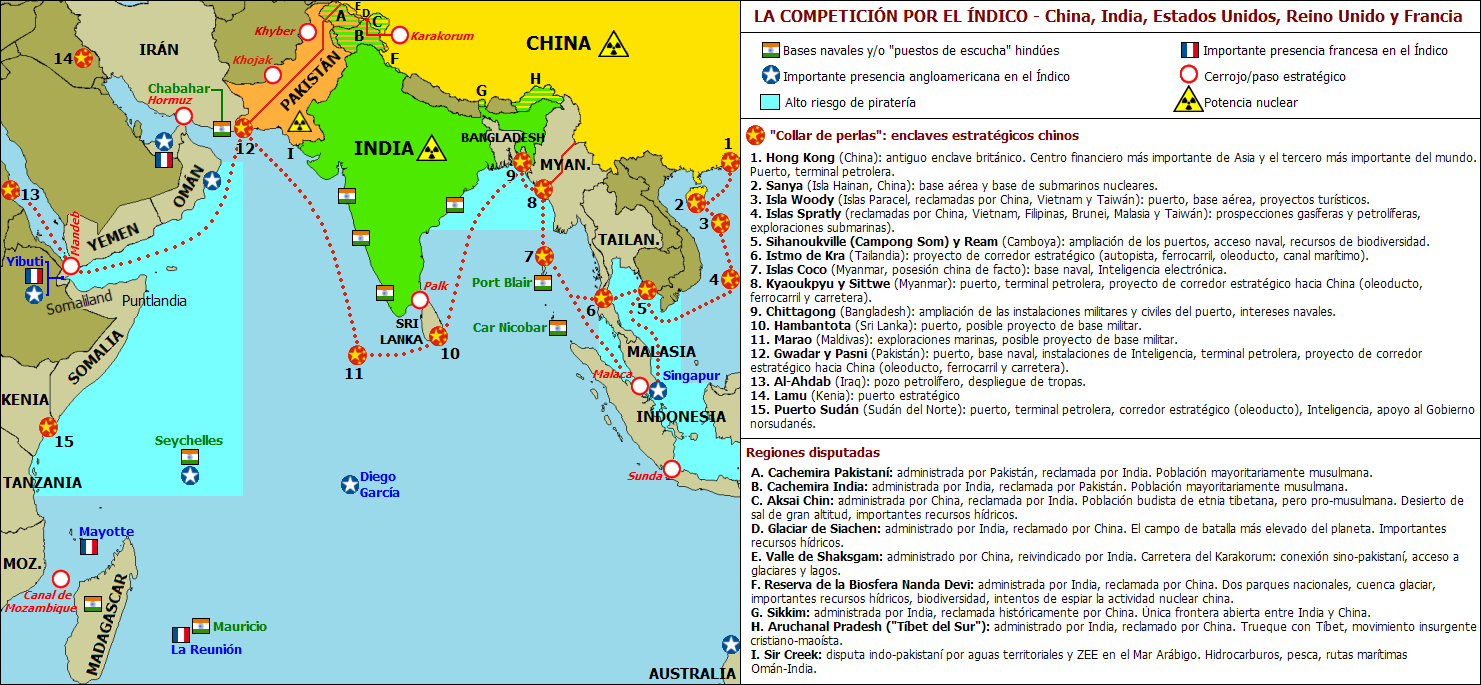
Mapa del collar de perlas de China, fechado en 2012. Algunas de las etiquetas son incorrectas; El número 13 en el mapa es en realidad el número 15 en el texto; No. 14 en el mapa es No. 13 en el texto; El número 15 en el mapa es el número 14 en el texto.

Se conoce como Collar de Perlas a una teoría geopolítica sobre las posibles intenciones chinas en la región del Océano Índico. Se refiere a la red de instalaciones militares y relaciones comerciales chinas a lo largo de sus líneas marítimas de comunicación, que se extienden desde la China continental hasta Port Sudan en el Cuerno de África. Las líneas marítimas atraviesan varios puntos importantes de congestión marítima como el Estrecho de Mandeb, el Estrecho de Malaca, el Estrecho de Ormuz y el Estrecho de Lombok así como otros centros estratégicos marítimos en Pakistán, Sri Lanka, Bangladés, Maldivas y Somalia.
Muchos analistas en India creen que este plan, junto con el Corredor Económico China-Pakistán y otras partes de la Iniciativa de la Nueva Ruta de la Seda de China bajo Xi Jinping, es una amenaza para la seguridad nacional de la India. El sistema rodearía a India y amenazaría su proyección de poder, su comercio y potencialmente su integridad territorial. Además, el apoyo de China a Pakistán, enemigo tradicional de India y su puerto de Gwadar se ve como una amenaza, agravada por el temor de que China pueda desarrollar una base militar en Gwadar, que podría permitir a China llevar a cabo una guerra expedicionaria en la región. Desde el este, el puerto de aguas profundas de Kyaukpyu en Myanmar también se ve con similar preocupación. Se sabe que los primeros análisis académicos exhaustivos del plan chino y sus implicaciones de seguridad para Nueva Delhi se llevarán a cabo en febrero de 2008 por un oficial naval indio en servicio activo. En consecuencia, India ha estado haciendo movimientos de varios tipos para contrarrestar la amenaza percibida.
El término como concepto geopolítico se utilizó por primera vez en un informe interno del Departamento de Defensa de Estados Unidos, "Energy Futures in Asia" en 2005. El término también se usa ampliamente en la India para destacar las preocupaciones de la India en relación con los proyectos de la Nueva Ruta de la Seda en todo el sur de Asia. Según el EUISS, la formación del Diálogo de Seguridad Cuadrilateral (entre Estados Unidos, India, Australia y Japón) es un resultado directo de la política exterior y de seguridad asertiva de China en la región del Indo-Pacífico.
El surgimiento de la estrategia del collar de perlas es indicativo de la creciente influencia geopolítica de China a través de esfuerzos concertados para aumentar el acceso a puertos y aeródromos, expandir y modernizar las fuerzas militares y fomentar relaciones diplomáticas más fuertes con socios comerciales. El gobierno chino insiste en que la floreciente estrategia naval de China es de naturaleza completamente pacífica y es solo para la protección de los intereses comerciales regionales, además de afirmar que China nunca buscará la hegemonía en las relaciones exteriores. Un análisis de 2013 realizado por The Economist también encontró que los movimientos chinos son de naturaleza comercial. Aunque se ha afirmado que las acciones de China están creando un dilema de seguridad entre China e India en el Océano Índico, algunos analistas han cuestionado las vulnerabilidades estratégicas fundamentales de China.